# Mummucia
Genre
Mummucia est un genre de solifuges de la famille des Mummuciidae.

## Distribution
Les espèces de ce genre se rencontrent en Amérique du Sud.

## Liste des espèces
Selon Solifuges of the World (version 1.0) :
- Mummucia coaraciandu Martins, Bonato, Machado, Pinto-Da-Rocha & Rocha, 2004
- Mummucia dubia Badcock, 1932
- Mummucia mendoza Roewer, 1934
- Mummucia taiete Rocha & Carvalho, 2006
- Mummucia variegata (Gervais, 1849)

L'espèce Mummucia patagonica a été placée dans le genre Pseudocleobis par Botero-Trujillo et Iuri en 2015 et les espèces Mummucia mauryi et Mummucia ibirapemussu ont été placées dans le Gaucha par Botero-Trujillo, Ott et Carvalho en 2017.

## Publication originale
- Simon, 1879 : Essai d'une classification des Galéodes, remarques synonymiques et description d'espèces nouvelles ou mal connues. Annales de la Société Entomologique de France, sér. 5, vol. 9, p. 93–154 (texte intégral).